# Українці в Андоррі
Українська діаспора в князівстві Андорра (фр. la diaspora ukranienne en Andorre, кат. Diàspora ucraïnesa a Andorra, ісп. diáspora ucraniana en Andorra) — спілка етнічних українців, які постійно проживають на території князівства Андора. Заснована на теренах Андори 6 листопада 2012 року Роботою Владиславом та Кравець Анастасіею. Спілку українців в Андорі визнали Українська всесвітня координаційна рада та Європейський Конгрес Українців

## Історія українсько-андорських відносин
24 вересня 2008 р. в Посольстві України в Іспанії була підписана Угода про функції та обов'язки почесного консула України в Князівстві Андорра з Антоні Зорзано Рієра.
31 березня — 2 квітня 2011 року делегація Уряду Князівства Андорра очолювана Міністром туризму і промисловості К. Б. Масом приїхала до України. Це був перший візит урядової делегації Андорри з самого початку встановлення дипломатичних відносин. Протягом візиту андоррська делегація мала честь відвідати VI Міжнародну тур виставку «Український туристичний форум — 2011» та провести змовини з керівниками Міністерства культури, спорту та туризму України.
Результатом візиту між Міністр закордонних справ України К. І. Грищенко і К. Б. Масом стало підписання Угоди між Кабінетом Міністрів України та Урядом Князівства Андорра про співпрацю в туристичній сфері. Це і стало першим міжнародним міжурядовим документом, що був укладений між Україною та князівством.

## Український гірськолижний тиждень в Андоррі
За сприяння Української діаспори в Андоррі щорічно проводиться Український гірськолижний тиждень 1
Український гірськолижний тиждень в Андорі відвідують українці з усього світу.
Основною метою проведення якого є єднання та підтримання усього українського за кордоном.
У рамках заходу українці йдують до музею Т. Г. Шевченка, до музею слов'янської іконографії, Музею мікромініатюри шедеврів українця Миколи Сядристого, до Української крамниці в Андоррі з виробами з України, відвідування Українського почесного консульства в Андоррі та зустріч з почесним консулом України в Андоррі — Антоні Зорзано Рієра